# Isaac Nathan

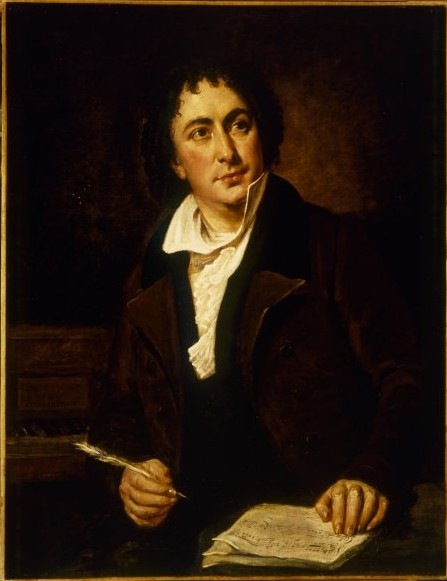
Isaac Nathan

Isaac Nathan (geb. um 1791 Canterbury; gest. 15. Januar 1864 in Sydney) war ein jüdischer Komponist, Musikwissenschaftler, Journalist und Publizist.
Seine Eltern waren der in Polen geborene Chasan Menahem Monash und dessen aus England stammende Frau Mary Goldsmid. Isaac Nathan sollte beruflich in die Fußstapfen seines Vaters treten und wurde in Cambridge im ersten, von Solomon Lyon geleiteten jüdischen Internat der Stadt unterrichtet. Da er große Begeisterung für die Musik zeigte, wurde er an den in London lebenden, aus Italien stammenden Komponisten und Gesangslehrer Domenico Corri verwiesen. Im Jahr 1813 entwickelte Nathan die Idee, Melodien für den Gebrauch in der Synagoge herauszugeben und überredete Lord Byron ihm dafür Texte zu schreiben. Das Ergebnis der Zusammenarbeit war das 1815 von John Murray publizierte Buch Hebrew Melodies. Nathan verwandte dafür traditionelle Melodien der Synagoge sowie Melodien aus der europäischen Volksmusik. Die Sammlung hatte großen Erfolg.
Er heiratete eine seiner christlichen Musikschülerinnen mit Namen Rosetta und nach ihrem baldigen Tod im Jahr 1824 eine andere Christin. Nathans große Leidenschaft für Wetten auf Boxwettkämpfe brachte ihn wiederholt in finanzielle Bedrängnis sowie in Schuldhaft. Er schrieb Comic Operas für Londoner Bühnen, von denen vier zwischen 1823 und 1833 aufgeführt wurden. 1823 schrieb er die König George IV. gewidmete History of Music (später unter dem Titel Musurgia Vocalis - An Essay on the History and Theory of Music, and of the Qualities, Capabilities and Management of the Human Voice erschienen), in der er auch die Jüdische Musik kurz abhandelt und dabei gute Kenntnisse der Bibel und jüdischen Traditionen unter Beweis stellte. Nathan gab auch Gesangsunterricht. Einer seiner Schüler war der englische Dichter und Dramatiker Robert Browning.
Nach seinem finanziellen Bankrott wanderte Isaac Nathan 1841 nach Australien aus. In Sydney arbeitete er sowohl für die Synagoge als auch die römisch-katholische Kathedrale im Musikbereich. Er führte viele Werke von Mozart, Beethoven und anderen Komponisten erstmals in Australien auf. 1847 wurde seine erste Oper Don John of Austria im Royal Victoria Theatre von Sydney uraufgeführt. Er war außerdem der erste Europäer, der sich mit der Musik der australischen Aborigines befasste und diese notierte. 1864 wurde Isaac Nathan von einer von Pferden gezogenen Straßenbahn erfasst und kam dabei ums Leben.